# Televallassina
Televallassina è una storica emittente televisiva del Triangolo Lariano.

## Storia
Ha iniziato le proprie trasmissioni nel 1982 dalla sede di Asso con diverse interruzioni dovute a minacce di oscuramento. Copre buona parte del territorio delle province di Como e Lecco, rimanendo sempre fedele al suo territorio d'origine.
Il proprio palinsesto si è sempre contraddistinto per le molte ore dedicate alle proprie produzioni e ai film d'autore, oltre a dare spazio all'informazione e allo sport locale. Non vengono trasmessi programmi di vendita diretta al pubblico (televendite) o programmi di cartomanzia e lotto, né programmi notturni tipo chat line. Produce dei documentari che poi diffonde in tutta Italia. Particolari sono i filmati dedicati alle bellezze del lago di Como e delle montagne limitrofe, oltre ai servizi ferroviari

### Il passaggio al digitale terrestre
Il 17 novembre 2010 è passata al sistema digitale terrestre introducendo nel proprio MUX sei canali, di cui cinque di nuova produzione:
- Televallassina - Il canale storico
- TVS Extra - Approfondimenti e reportage del territorio
- TVS Doc - Documentari 24 ore su 24
- TVS Bahn - Il primo canale in Italia interamente dedicato alle ferrovie
- TVS Cartoon - Il canale per i più piccoli
- TVS Story - Il canale con i filmati storici del territorio

L'8 marzo 2022 vengono chiusi i canali tematici a causa della normativa che riconosce le TV locali come FSMA (Fornitori di Servizi Media Audiovisivi) e rimane attivo solo Televalassina che viene trasferito all'interno del multiplex Raiway (UHF 34) con LCN 114 e copertura in tutta la regione Lombardia.

### Momenti difficili
Televallassina ha affrontato più volte nella sua esistenza momenti molto difficili. Già nel 1992 la sua esistenza viene messa in forse dalla riattribuzione delle frequenze stabilita dalla Legge Mammì. Il canale fu oscurato per più di un anno il 1994 e il 1995, riprendendo le sue trasmissioni solo dopo una sofferta trafila legale.
Dopo una esistenza abbastanza tranquilla per il resto dell'era analogica, nuove difficoltà sorgono in occasione dell'arrivo del digitale terrestre. Con lo switch off TVS crea cinque nuovi canali tematici, che raccolgono un buon successo ma tutto rischia di finire nel dicembre del 2012. La sottrazione alle emittenti televisive dei canali UHF dal 61 al 69 per destinarli ai fornitori di servizi LTE viene preceduta da un nuovo bando per ridefinire gli operatori di rete. Le posizioni utili per ottenere una frequenza, inizialmente diciotto, vengono improvvisamente ridotte a diciassette. Purtroppo Televallassina occupa il diciottesimo posto, risultando quindi esclusa dalla assegnazione di una frequenza, al pari della livignasca Telemonteneve, delle bresciane Tele Ponte di Legno e TeleBoario e di altri canali extraregionali. Per questo il 18 dicembre TVS Televallassina è costretta a interrompere le trasmissioni e spegnere il segnale dall'UHF 42. La dirigenza del canale prepara immediatamente un ricorso al TAR del Lazio, che sarà inoltrato nel gennaio 2013. Molti politici e tantissima gente comune appoggiano Televallassina nel suo sforzo per riprendere le trasmissioni.
Nel febbraio 2013 la richiesta di una sospensiva dello spegnimento viene rigettata dal TAR del Lazio, in quanto riaccendendo Televallassina avrebbe provocato una situazione interferenziale con Rete 55 che aveva intanto acceso sul canale UHF 42. Nel mese di marzo del 2013 la svolta, fortunatamente positiva. TVS Televallassina ottiene i diritti d'uso del canale UHF 22 per la sua area di servizio, e può quindi riprendere la trasmissioni il 24 marzo. L'incubo per la TV di Asso è finalmente concluso.

## Ripetitori
- Monte Barro - Galbiate (LC) (922 m) - Brianza lecchese
- Monguzzo (CO) (641 m) - Erba e Brianza lecchese
- Valbrona (CO) (1380 m) - Centro lago di Como e sponda lecchese
- Eupilio (CO) (383 m) - Erba e Brianza
- Malgrate (LC) (383 m) - Lecco
- Bellagio (CO) - Bellagio, Mandello del Lario, Tremezzo, Varenna
- Stazzona (CO) - Alto Lago di Como, Morbegno